# Trofeo Città di San Vendemiano 2025
Il Trofeo Città di San Vendemiano 2025, sessantacinquesima edizione della corsa, valevole come evento dell'UCI Europe Tour 2025, categoria 1.2U, si svolse il 13 aprile 2025 su un percorso di 171,6 km con partenza e arrivo a San Vendemiano, in Italia. La vittoria fu appannaggio dell'austriaco Marco Schrettl, il quale completò il percorso in 3h54'41" alla media di 43,872 km/h, precedendo il messicano José Juan Prieto e l'italiano Filippo Agostinacchio.
Sul traguardo di San Vendemiano 82 ciclisti, dei 163 accreditati alla partenza, portarono a termine la competizione.

## Squadre e corridori partecipanti
| N.    | Cod. | Squadra                            |
| ----- | ---- | ---------------------------------- |
| 1-6   | MBH  | Mbh Bank Ballan Csb                |
| 7-12  | VBF  | VF Group-Bardiani CSF-Faiz.        |
| 13-16 | BVD  | Bahrain Victorious Develop.        |
| 19-24 | BIE  | Biesse-Carrera-Premac              |
| 25-30 | GEF  | General Store-Essegibi-F.Lli Curia |
| 31-36 | PGL  | Pogi Team Gusto Ljubljana          |
| 37-42 | PAD  | S.C. Padovani Polo Cherry Bank     |
| 43-48 | UTC  | UC Trevigiani-Energiapura Marchiol |
| 50-54 | TER  | Team Technipes #inEmiliaRomagna    |
| 56-60 | ADR  | Adria Mobil                        |
| 61-65 | FRT  | Factor Racing                      |
| 67-72 | MGK  | Mg.K Vis Costruzioni e Ambiente    |
| 73-78 | PTL  | Petrolike                          |
| 79-84 | IPD  | Sam-Vitalcare-Dynatek              |

| N.      | Cod. | Squadra                               |
| ------- | ---- | ------------------------------------- |
| 86-90   | TSL  | Team Skyline                          |
| 91-96   | TIR  | Tirol KTM Cycling Team                |
| 97-102  | WSA  | Wsa Ktm Graz                          |
| 103-108 |      | Area Zero Caffè Mokambo               |
| 109-114 |      | Gallina Ecotek Lucchini               |
| 115-120 |      | Campana Imballagi-Geo & Tex-Trentino  |
| 121-126 |      | MaxSolar Cycling Team                 |
| 127-132 |      | GS Sissio Team                        |
| 133-138 |      | Martigues Sport Cyclisme Payden-Rygel |
| 139-144 |      | Solme-Olmo                            |
| 145-150 |      | SC Valle Seriana-Cene ASD             |
| 151-156 |      | Team Gaiaplast Bibanese               |
| 157-162 |      | Velo Club Mendrisio                   |
| 163-168 |      | UC Monaco                             |
| 169-174 |      | PC Baix Ebre                          |

## Ordine d'arrivo (Top 10)
| Pos. | Corridore             | Squadra      | Tempo    |
| ---- | --------------------- | ------------ | -------- |
| 1    | Marco Schrettl        | Tirol        | 3h54'41" |
| 2    | José Juan Prieto      | Petrolike    | a 9"     |
| 3    | Filippo Agostinacchio | Biesse       | s.t.     |
| 4    | Filippo Turconi       | VF Group     | s.t.     |
| 5    | Mychajlo Basaraba     | UC Monaco    | s.t.     |
| 6    | Lorenzo Masciarelli   | Mbh Bank     | s.t.     |
| 7    | Dean Harvey           | Martigues    | s.t.     |
| 8    | Ronan O'Connor        | Team Skyline | s.t.     |
| 9    | Lorenzo Nespoli       | Mbh Bank     | a 13"    |
| 10   | Lachlan McNabb        | Martigues    | a 1'12"  |